# 세라 제인 던
세라 제인 던(Sarah Jayne Dunn, 1981년 9월 25일 ~ )은 잉글랜드의 배우, 모델이다. 연속극 《홀리오크》의 맨디 리처드슨 역으로 유명하다.